# Ketuanan Melayu
Unter Ketuanan Melayu („malaiische Vorherrschaft“) versteht man eine rassistisch-nationalistische Weltanschauung in Malaysia. Sie bezieht sich in erster Linie auf die Abstammung (Bumiputra), aber auch auf die Religion (Islam) und wird zum Teil von der vorherrschenden Partei UMNO unterstützt.